# Tadeusz Tylewski

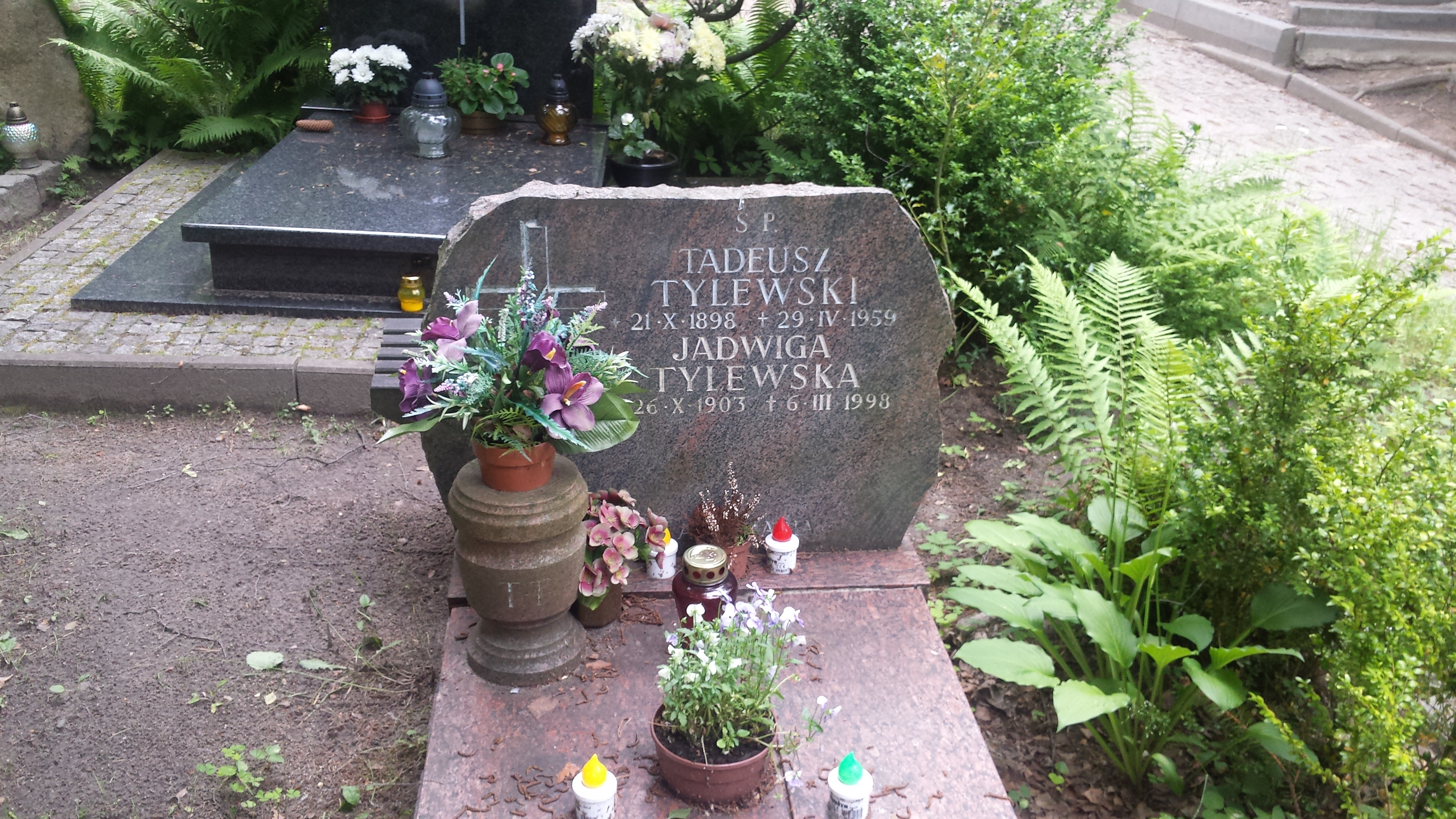
Grób Tadeusza Tylewskiego na Cmentarzu Srebrzysko

Tadeusz Tylewski (ur. 21 października 1898 w Gdańsku, zm. 29 kwietnia 1959 tamże) – polski kompozytor i dyrygent związany z Gdańskiem. 

## Życiorys
Przed 1907 uczył się gry na skrzypcach w konserwatorium w Bydgoszczy. W latach 1909–1918 był uczniem Westpreussische Konservatorium w Gdańsku, w latach 1915–1918 jednocześnie Królewskiego Seminarium Nauczycielskiego w tym mieście. W latach 1929–1931 był studentem muzykologii w Technische Hochschule Danzig. 
Od 1920 do 1939 pracował jako urzędnik w dyrekcji Polskich Kolei Państwowych w Gdańsku. Był dyrygentem założonej w 1926 orkiestry Collegium Musicum przy Technische Hochschule Danzig oraz chóru gdańskiego Stowarzyszenia Śpiewaczego (Danziger Singakademie). W 1926 był wśród założycieli Polskiego Towarzystwa Muzycznego w Gdańsku. Wykładał w utworzonym w 1929 przez Towarzystwo Konserwatorium Muzycznym. Dyrygował polskimi chórami "Moniuszko" i "Cecylia". 
Po wybuchu II wojny światowej został aresztowany przez Gestapo. Był więziony w Nowym Porcie i obozie koncentracyjnym Stutthof. Po powrocie do Gdańska w 1945 został członkiem Miejskiej Rady Narodowej w Gdańsku. Pełnił funkcję zastępcy przewodniczącego działającej w latach 1945–1947 Komisji Weryfikacyjno-Rehabilitacyjnej decydującej o przyznawaniu polskiego obywatelstwa Polakom mieszkającym przed 1945 w Gdańsku. W 1946 wszedł w skład Specjalnego Sądu Karnego sądzącego niektórych członków załogi Stutthof. W 1945 kierował Gdańską Orkiestrą Miejską oraz zespołem pieśni i tańca "Bałtyk". W latach 1946–1947 był dyrektorem Państwowej Szkoły Muzycznej I stopnia oraz kierownikiem muzycznym Radia Gdańsk. Wykładał na Wydziale Pedagogicznym Państwowej Wyższej Szkoły Muzycznej w Sopocie. W 1947 objął kierownictwo Chóru Akademii Medycznej w Gdańsku, którego dyrygentem był do śmierci. Zmarł podczas prowadzenia koncertu. Pochowany na Cmentarzu Srebrzysko w Gdańsku (rejon IX, kwatera profesorów, rząd 1).
W 1956 otrzymał Nagrodę Miasta Gdańska w dziedzinie muzyki.
Do 1939 skomponował około 200 utworów, które zaginęły w czasie II wojny światowej, po 1945 – około 100 utworów wokalnych i instrumentalnych, np. Hymn kaszubski do słów Stanisława Czernickiego, A w Reduni krwawô wòda…, Drobną rutkę sa jem

## Ordery i odznaczenia
- Krzyż Kawalerski Orderu Odrodzenia Polski (1956)
- Srebrny Krzyż Zasługi
- Medal Zwycięstwa i Wolności 1945
- Medal 10-lecia Polski Ludowej

## Upamiętnienie
Od 1959 imię Tylewskiego nosi prowadzony przez niego Chór Akademii Medycznej w Gdańsku. Jest patronem ulicy w Gdańsku-Suchaninie.